# Tigres UANL
Club de Fútbol Tigres de la Universidad Autónoma de Nuevo León (også kendt som Tigres UANL eller bare Tigres) er en mexicansk fodboldklub fra Monterrey-forstaden San Nicolás. Klubben spiller i landets bedste liga, Liga MX, og har hjemmebane på stadionet Estadio Universitario. Klubben blev grundlagt den 7. marts 1960, og har siden da vundet fem mesterskaber og tre pokaltitler.
Tigres største rivaler er en anden Monterrey-klub, CF Monterrey.

## Titler
- Liga MX (3): 1977-78, 1981-82, Apertura 2011

- Copa Mexico (3): 1975-76, 1995-96, Clausura 2014

## Kendte spillere
| - André-Pierre Gignac - Carlos Munoz - Claudio Nuñez - Jorge Campos - Claudio Suárez - Iván Hurtado - Francisco Javier Cruz - Gerónimo Barbadillo - Tomás Boy - Olaf Heredia - Luis Hernández - Tab Ramos - Ramón Ramírez - Emil Kostadinov - Jaime Lozano - Aílton - Carlos Salcido - Sebastián Abreu - Omar Bravo - Jonathan Bornstein |